# Морозов, Валентин Алексеевич
Валентин Алексеевич Морозов (род. 1 июня 1975, Москва) — российский хоккеист, нападающий.

## Биография
Старший брат хоккеиста Алексея Морозова и старший двоюродный брат хоккеистки Надежды Морозовой.
Отец работал детским тренером в московской школе «Локомотива» и в клубе «Крылья Советов». Валентин Морозов вместе с братом начинал играть в хоккей в Измайлове в 6 лет, считался одарённее Алексея. В «Локомотиве» играли за команду 1975 года рождения, затем Валентин Морозов перешёл в ЦСКА, где дебютировал в сезоне 1992/93.
В 1995/96 МХЛ в 20-летнем возрасте вместе с ровесником Александром Королюком стал лучшим снайпером чемпионата — 30 шайб в 51 игре.
В 1994 году был задрафтован клубом НХЛ «Питтсбург Пингвинз».
Серебряный призёр молодёжного чемпионата мира 1995. В составе сборной России участник зимней Универсиады 1997 (4 место).
Сезон 1997/98 провёл в «Крылья Советов», где воссоединился с братом, третьим в звене был Александр Трофимов. Летом 1998 года получил приглашение в тренировочный лагерь «Питтсбург Пингвинз», но отыграл сезон в команде AHL «Сиракьюз Кранч». В 63 матчах набрал 40 очков (17+23), по результативности стал в клубе третьим. Команда заняла последнее место, из 80 игр выиграв 18. Следующий сезон провёл в «Уилкс-Барре/Скрантон Пингвинз».
Сезон 2000/01 отыграл в тольяттинской «Ладе» — 4 передачи в 19 играх. В следующем сезоне провёл одну игру за «Салават Юлаев», четыре — в первой лиге за «Северсталь-2» — 9 (6+3) очков, 19 игр в ЦСКА. Завершал карьеру в командах высшей лиги «Химик» Воскресенск (2002/03) и «Крылья Советов» (2003/04).
Детский тренер команд Одинцово «Искра» (2013/14 — 2015/16), «Армада» (2016/17 — 2018/19).